# Escuela Americana de Barbizon
Se ha denominado Escuela Americana de Barbizon a un grupo de pintores con claras resonancias de estilo con respecto a la Escuela Francesa de Barbizon, esencialmente la práctica plenairista y la producción preferente de paisajes y temas rurales.

## Génesis y evolución
William Morris Hunt, alumno de Millet en  Barbizón entre 1851 y 1853, sería considerado como el pionero de dichos postulados pictóricos en Estados Unidos, cuando, a su regreso de Francia, montó su estudio en Boston. Fue uno de los primeros artistas estadounidenses en estudiar con los maestros de la escuela de Barbizon, conocida por concentrarse en escenarios rurales informales que se ajustan a las concepciones románticas de la naturaleza. Los pintores de Barbizon en Europa, como Théodore Rousseau, Jules Dupre, Camille Corot y Jean-François Millet, se sumergieron por completo en los escenarios naturales que utilizaron como inspiración. William Morris Hunt fue uno de los primeros en adoptar y promover el estilo de Barbizon en Estados Unidos. Hunt había estado estudiando arte en París y estaba buscando una forma más espontánea de enfocar la pintura. Compró The Sower de Millet para exhibirlo en Boston. “La idea de los artistas de Barbizon fue que una práctica más libre de la pintura podría capturar una nueva apreciación de los ritmos espontáneos del paisaje natural”  lo que Hunt abrazó y llevó a Estados Unidos.
Entre los pintores englobados en esta escuela fantasma o círculo teórico de artistas, se encuentran autores tan dispares como el propio Morris, pintor tardo-romántico, hijos de la escuela del río Hudson como Innes, naturalistas con genio impresionista como Homer, místicos de tendencia  simbolista como Tanner o impresionistas casi puros como Hassam.
No obstante, el "estilo de Barbizon" no cuajó entre los artistas y el público norteamericanos hasta los años 1880, consiguiendo sin embargo en la década de 1890 una gran popularidad y difusión.

Escuela Americana de Barbizon
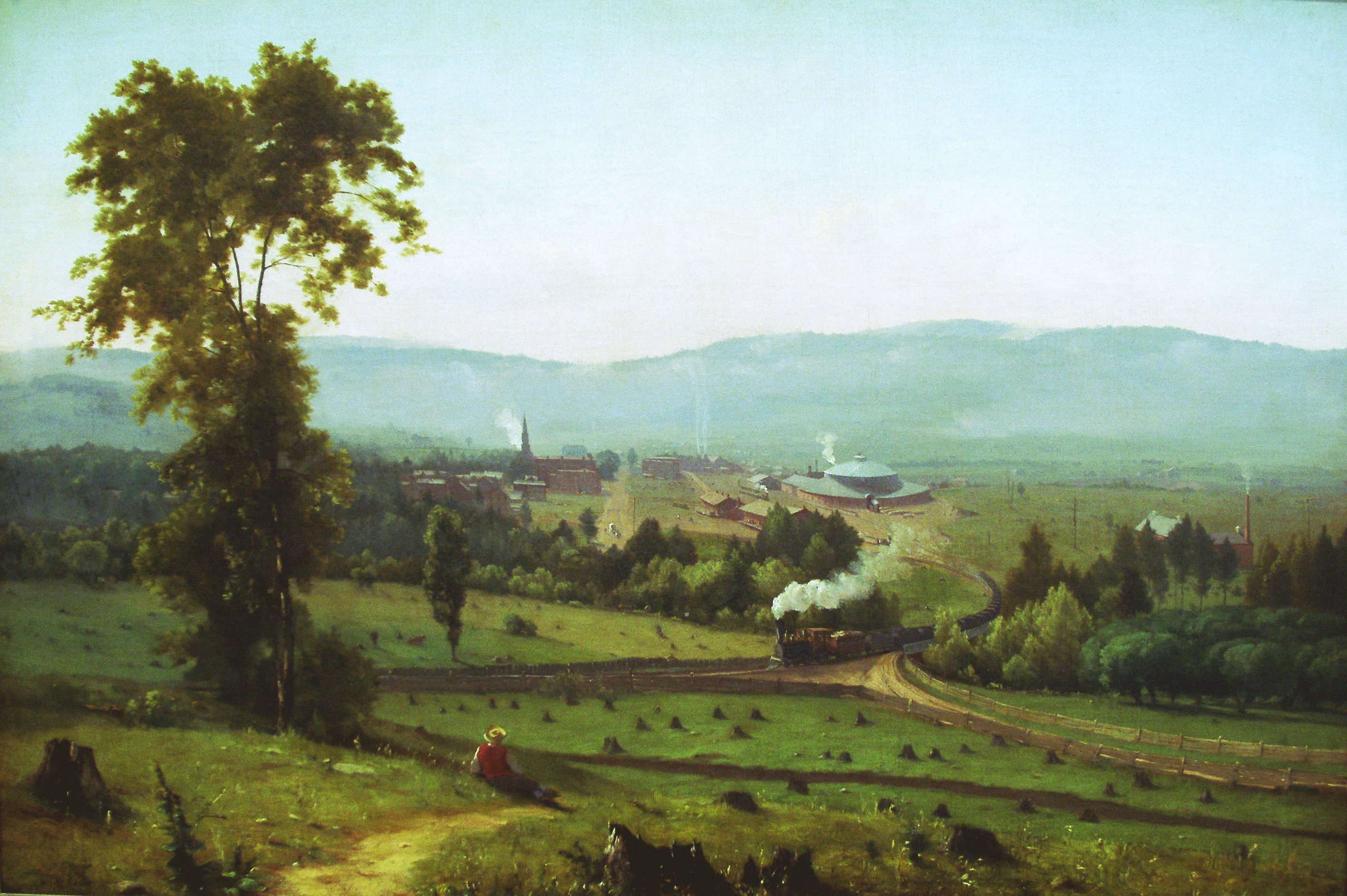
George Inness: El Valle de Lackawanna (1855).
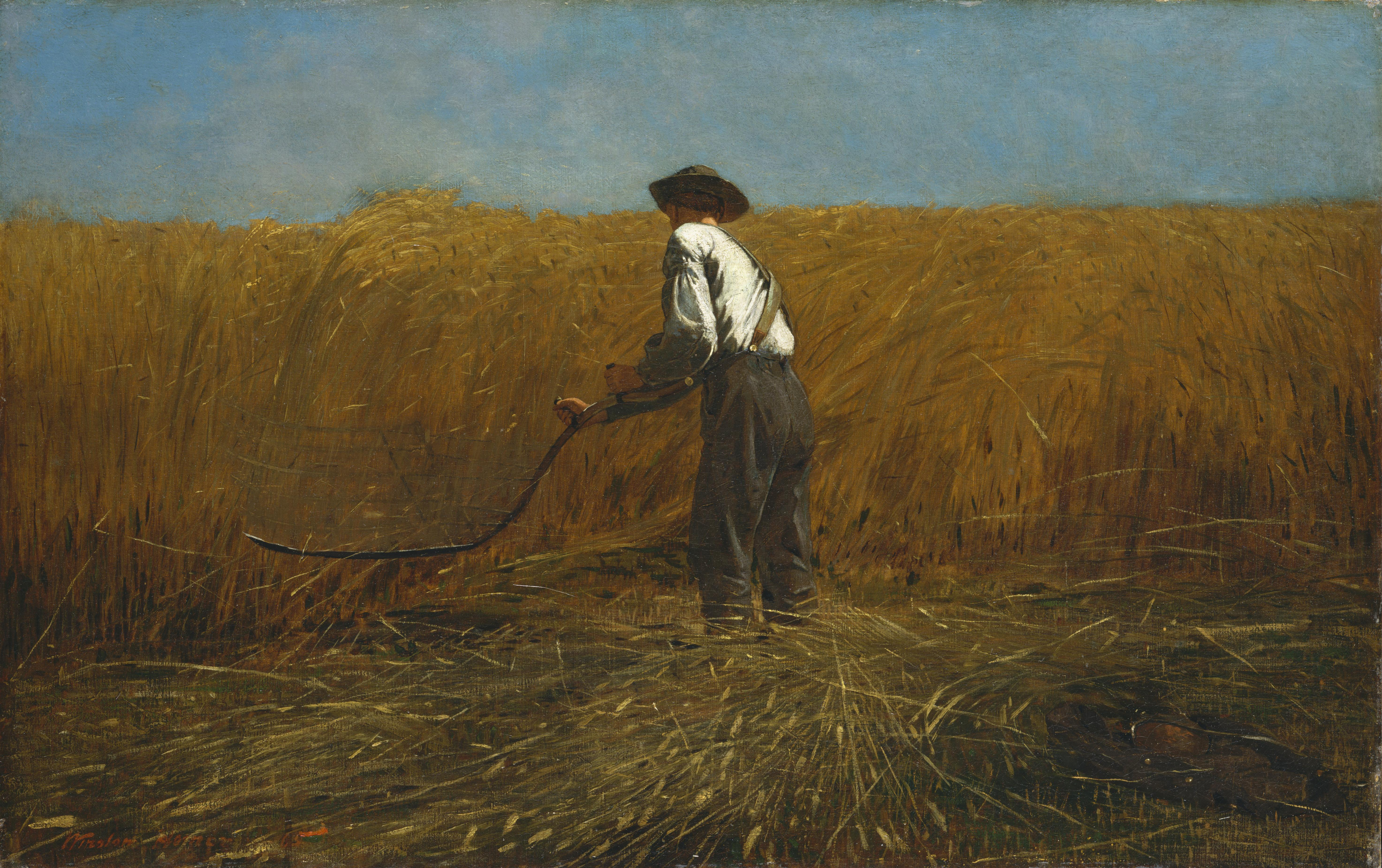
Winslow Homer: Segador veterano (1865).
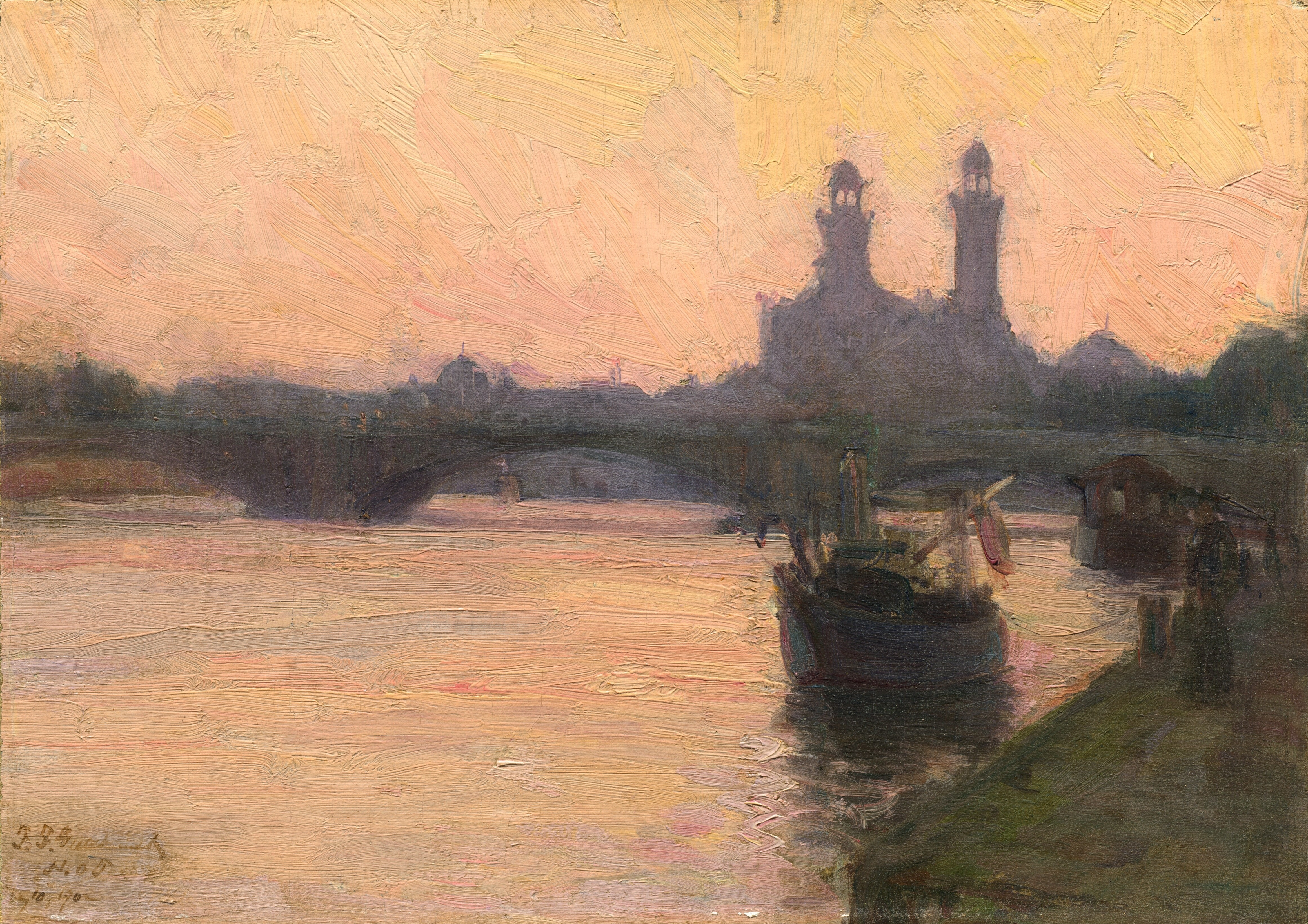
Henry Ossawa Tanner: El Sena (1902).
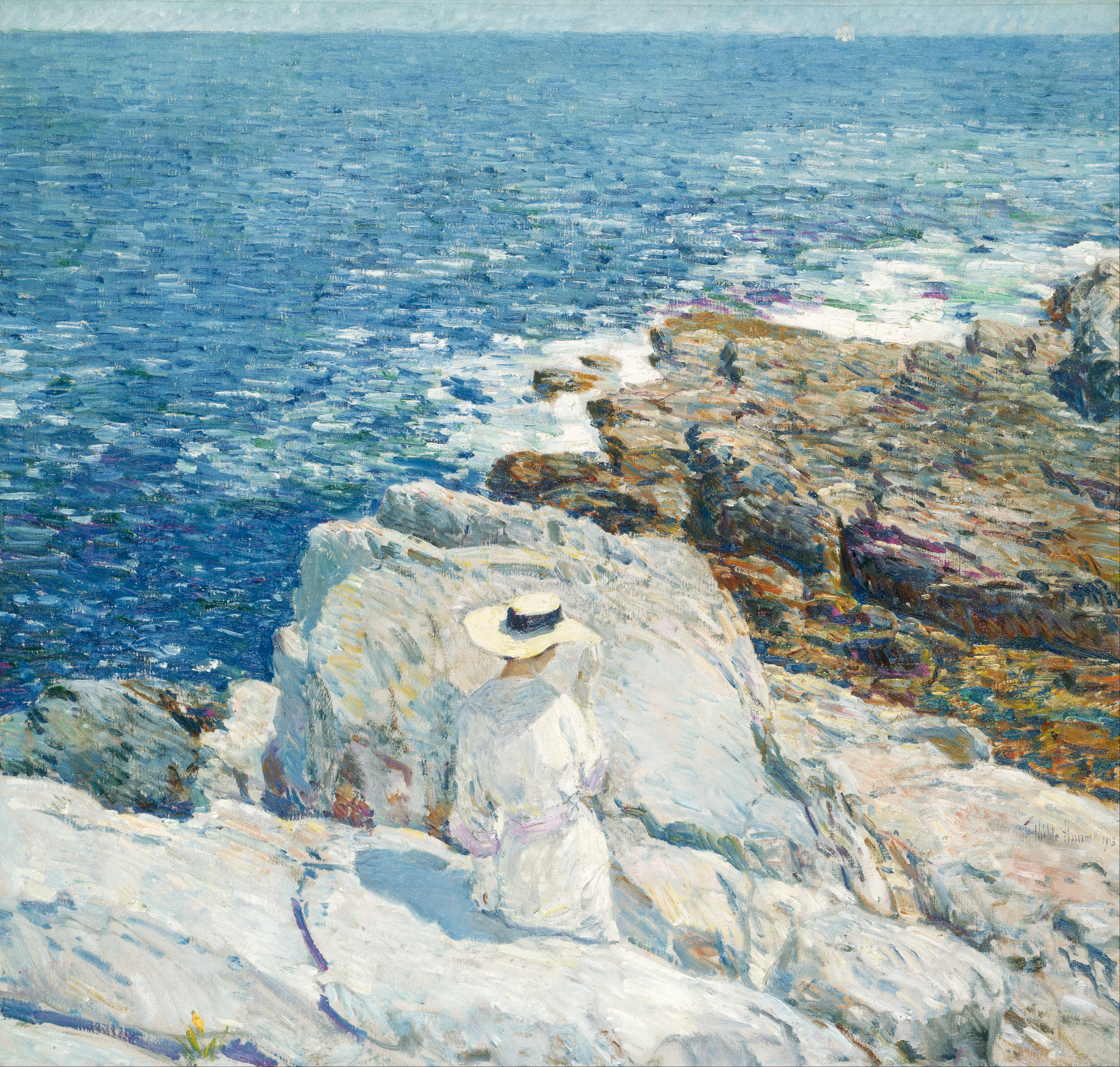
Childe Hassam: The South Ledges, Appledore (1913).
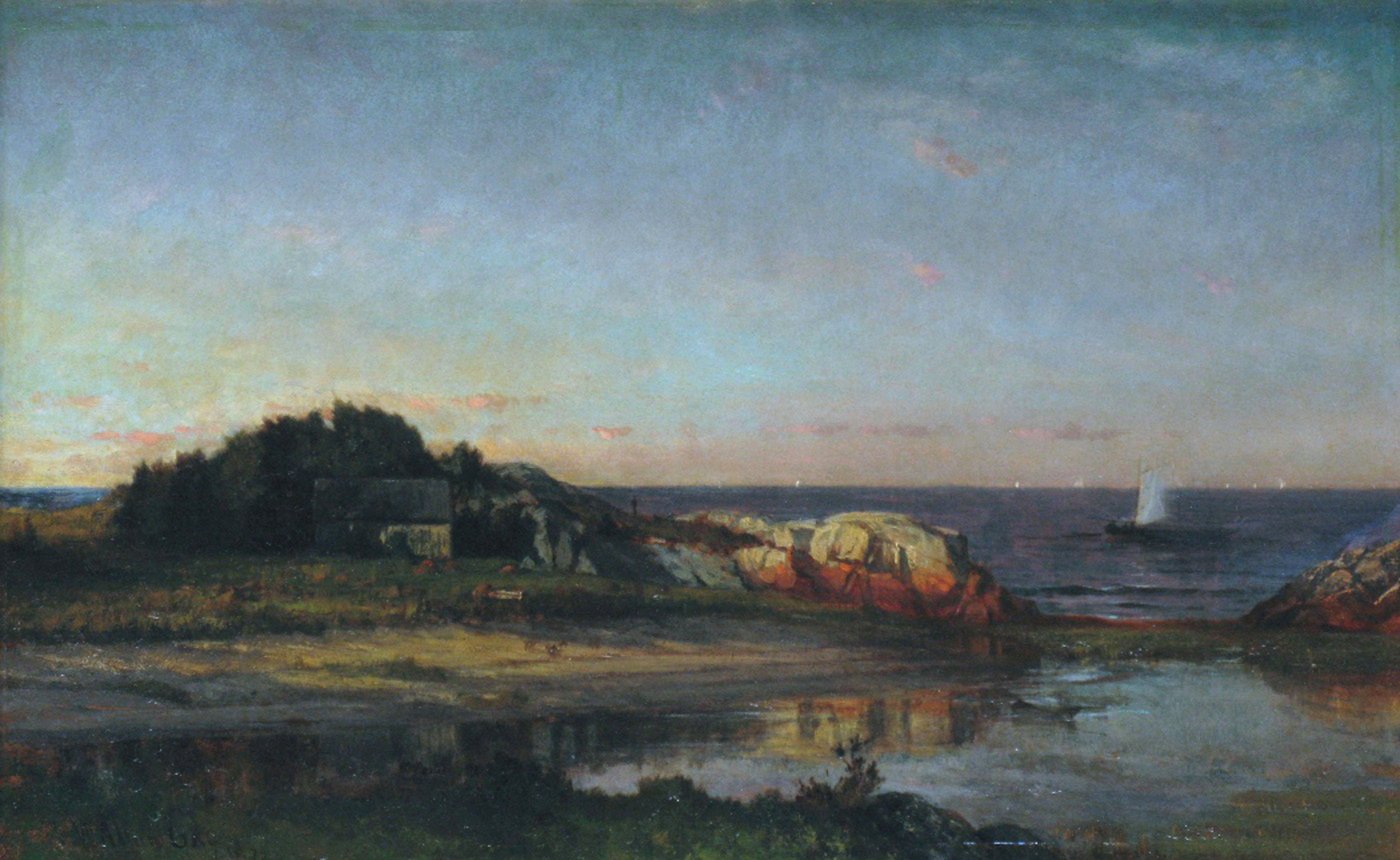
Winckworth Allan Gay: Sailing off the Seashore, Cohasset, Massachusetts (1872)

## Artistas de la Escuela Americana de Barbizon
- Henry Golden Dearth (estudió en París y vivió en Normandía)
- Edward Mitchell Bannister
- Winckworth Allan Gay (En Francia de 1847 a 1851)
- Alexander Helwig Wyant
- Maria a'Becket
- Thomas Eakins (en París de 1866-1870)
- Childe Hassam (en la Académie Julian de París en 1886-1889)
- Winslow Homer (en 1867 en París)
- Robert Crannell Minor
- William Morris Hunt (con Millet en 1851-1853)
- Wilson Irvine (miembro de la colonia artística de Old Lyme desde 1914)
- George Inness (en París de 1850-1854)
- Homer Dodge Martin
- Henry Ward Ranger (entre 1883-1889 en París y La Haya)
- Henry Ossawa Tanner (en París desde 1891 hasta su muerte en 1937)
- Horatio Walker (en París en 1880)
- Alexis Jean Fournier